# Сборная Гуама по футболу
Сборная Гуама по футболу представляет Гуам в международных футбольных матчах . Это член ФИФА и АФК. Они стабильно занимают одно из худших мест в рейтинге ФИФА. В рейтинге ФИФА 6 апреля 2023 года сборная занимает 206-е место. Самое высокое место сборной в рейтинге ФИФА 146-е (август — сентябрь 2015).

## Чемпионат мира
- 1930—1998 — не принимала участия.
- 2002 — не прошла квалификацию.
- 2006—2010 — забрала заявку.
- 2014 — отказалась от участия.
- 2018 — не прошла квалификацию
- 2022 — не прошла квалификацию
- 2026 — не прошла квалификацию

## Кубок Азии
- С 1956 по 1992 — не принимала участие.
- С 1996 по 2004 — не прошла квалификацию.
- С 2007 по 2015 — не принимала участие.
- 2019 — снялась с соревнований.
- 2023 — не прошла квалификацию.
- 2027 — не прошла квалификацию.

## История выступлений

### 1975 — Южнотихоокеанские игры
| Команда            | О | И | В | Н | П | ГЗ | ГП | РМ  |
| ------------------ | - | - | - | - | - | -- | -- | --- |
| Фиджи              | 3 | 2 | 1 | 1 | 0 | 12 | 1  | +11 |
| Соломоновы острова | 3 | 2 | 1 | 1 | 0 | 6  | 2  | +4  |
| Гуам               | 0 | 2 | 0 | 0 | 2 | 1  | 16 | -15 |

Дебют Гуама в большом футболе случился в рамках розыгрыша Южнотихоокеанских игр в августе 1975 года. В своём историческом первом матче Гуам был разгромлен командой Фиджи со счётом 0:11. Следом последовал разнос от Соломоновых островов (1:5). В итоге Гуам занял последнюю строчку в таблице, что в будущем стало для гуамцев традицией. Однако и соперники по группе, выйдя в полуфинал, сыграли не самым лучшим образом, благополучно проиграв свои матчи. Чемпионом стала команда Таити, которая добилась победы над Новой Каледонией в дополнительное время 2:1.

### 1979 — Южнотихоокеанские игры
| Команда         | О | И | В | Н | П | ГЗ | ГП | РМ  |
| --------------- | - | - | - | - | - | -- | -- | --- |
| Новая Каледония | 4 | 2 | 2 | 0 | 0 | 14 | 0  | +14 |
| Новые Гебриды   | 2 | 2 | 1 | 0 | 1 | 5  | 3  | +2  |
| Гуам            | 0 | 2 | 0 | 0 | 2 | 0  | 16 | -16 |

Следующий турнир проходил на Фиджи. Гуам был помещен в Группу 4 вместе с Новой Каледонией и Новыми Гебридами (теперь Вануату). Оба свои матча Гуам проиграл — 0:11 Новой Каледонии и 0:5 Новым Гебридам и, заняв последнее место, покинул турнир.

### 1991 — Южнотихоокеанские игры
| Команда         | О | И | В | Н | П | ГЗ | ГП | РМ  |
| --------------- | - | - | - | - | - | -- | -- | --- |
| Фиджи           | 6 | 3 | 3 | 0 | 0 | 20 | 1  | +19 |
| Новая Каледония | 4 | 3 | 2 | 0 | 1 | 9  | 3  | +6  |
| Таити           | 2 | 3 | 1 | 0 | 2 | 15 | 5  | +10 |
| Гуам            | 0 | 3 | 0 | 0 | 3 | 2  | 37 | -35 |

В последующие 12 лет Гуам не сыграл ни одного матча. Лишь в сентябре 1991 года гуамцам представилась возможность восполнить этот пробел. На Южнотихоокеанских играх в Папуа-Новой Гвинее Гуам попал в Группу 2. 9 сентября Гуам был разгромлен Таити 0:14, а ещё через три дня, 12 сентября, последовало поражение от Фиджи 1:15. 15 сентября уступил Новой Каледонии.

### 2002 — квалификация к чемпионату мира
| Команда     | И | В | Н | П | ГЗ | ГП | РМ  | О |
| ----------- | - | - | - | - | -- | -- | --- | - |
| Иран        | 2 | 2 | 0 | 0 | 21 | 0  | +21 | 6 |
| Таджикистан | 2 | 1 | 0 | 1 | 16 | 2  | +14 | 3 |
| Гуам        | 2 | 0 | 0 | 2 | 0  | 35 | −35 | 0 |

Спустя 9 лет Гуам впервые в своей истории стартовал в квалификации к чемпионату мира 2002 года. Гуам был помещён в Группу B первого отборочного раунда вместе с Ираном и Таджикистаном. Каждая из команд играла друг против друга по одному матчу. Все игры проходили на стадионе «Тахти» в городе Тебризе, Иран.
Свой первый матч в турнире гуамцы сыграли против Ирана 24 ноября 2000 года. Перед 30-тысячной толпой Гуам был разгромлен 0:19. Среди иранцев лучшим на поле был Карим Багери, забивший 7 мячей. Ещё четыре забил Али Даеи, причём один из своих мячей Даеи провёл с пенальти. Фархад Маджиди и Али Карими отметились хет-триками. По одному разу своих соперников огорчили Сохраб Бахтиаризаде и Алиреза Нихбат.
Два дня спустя Гуам проиграл 0:16 Таджикистану, за который забивали девять разных игроков. Рустам Ходжаев и Сухроб Хамидов сделали по «покеру» каждый.

### 2006 — Кубок вызова АФК
| Команда               | И | В | Н | П | ГЗ | ГП | РМ  | О |
| --------------------- | - | - | - | - | -- | -- | --- | - |
| Государство Палестина | 3 | 2 | 1 | 0 | 16 | 1  | +15 | 7 |
| Бангладеш             | 3 | 2 | 1 | 0 | 6  | 2  | +4  | 7 |
| Камбоджа              | 3 | 1 | 0 | 2 | 4  | 6  | −2  | 3 |
| Гуам                  | 3 | 0 | 0 | 3 | 0  | 17 | −17 | 0 |

Первый Кубок вызова АФК был проведён в Бангладеш в апреле 2006 года. Как соревнование среди самых слабых команд Азии, оно не имело никакой схемы квалификации. Гуам был помещен в Группу C вместе с хозяевами турнира, Палестиной и Камбоджей.
Свой первый матч Гуам сыграл на «Национальном стадионе Бангабанду» в Дакке, 1 апреля, перед 3000 зрителей и был побежден Палестиной — 11:0, за которую отметился Фахед Аттал, забивший 6 мячей. 3 апреля, благодаря «дублю» Мохаммеда Абула, Бангладеш нанёс поражение Гуаму — 3:0. На матче присутствовали 18000 зрителей. Три дня спустя 550 человек наблюдали, как Камбоджа на «Бангладеш Арми Стэдиум» победила Гуам 3:0.

### 2018 — квалификация к чемпионату мира
| М | Команда      | И | В | Н | П | Мячи    | ±   | О  |
| - | ------------ | - | - | - | - | ------- | --- | -- |
| 1 | Иран         | 8 | 6 | 2 | 0 | 26 − 3  | +23 | 20 |
| 2 | Оман         | 8 | 4 | 2 | 2 | 12 − 7  | +5  | 14 |
| 3 | Туркменистан | 8 | 4 | 1 | 3 | 10 − 11 | −1  | 13 |
| 4 | Гуам         | 8 | 2 | 1 | 5 | 3 − 17  | −14 | 7  |
| 5 | Индия        | 8 | 1 | 0 | 7 | 5 − 18  | −13 | 3  |

И — игры, В — выигрыши, Н — ничьи, П — проигрыши, Мячи — забитые и пропущенные голы, ± — разница голов, О — очки

C приходом Гари Уайта в игре сборной появился значительный прогресс. В отборочном турнире чемпионата мира 2018 после сенсационных домашних побед над сборными Туркменистана — 1:0, Индии — 2:1 и нулевой ничьи с Оманом футболисты Гуама поднялись до рекордного 150-го места в рейтинге ФИФА. После отборочного турнира игроки сборной Гуама были отстранены от футбола из-за положительных допинг-проб.

## Домашняя арена
Домашние матчи команда поводит на поле Национального тренировочного центра ФАГ (англ. GFA National Training Center). Спортивная арена вмещает всего 1500 зрителей.

## Тренеры сборной

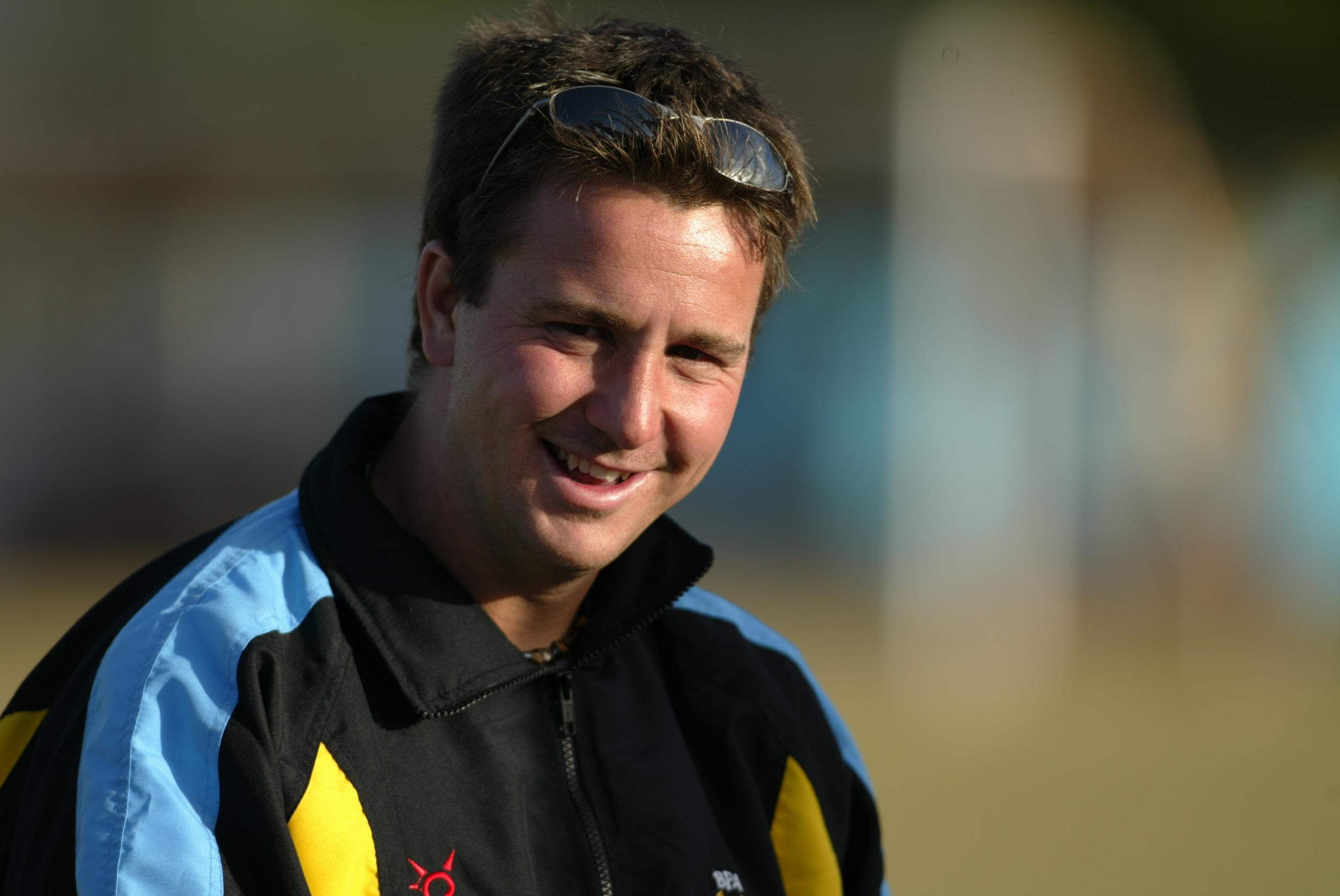
Тренер сборной Гуама 2012—2016 годов Гари Уайт

- Вилли Макфол (1998—2003)
- Сугао Камбэ (2003—2005)
- Норио Цукитатэ (2005—2009)
- Кадзуо Утида (2011—2012)
- Гари Уайт (2012—2016)
- Даррен Савацки (2016—2018)
- Карл Додд (2018—2021)
- Су Дон Вон (2021)
- Ким Сан Хун (с 2021)